# Sun Chuanting
Sun Chuanting (chinês: 孫傳庭; 1 de janeiro de 1593 - 3 de novembro de 1643) foi o Ministro da Guerra do final da dinastia Ming e marechal de campo.
Chuanting morreu pelas tropas de Li Zicheng na batalha de Tongguan (1643), onde guerreou com tropas em menor numero.